# Cartolo
Cartolo (Kartolo) ist eine osttimoresische Aldeia im Suco Horai-Quic (Verwaltungsamt Maubisse, Gemeinde Ainaro). 2015 lebten in der Aldeia 605 Menschen.

## Geographie
Die Aldeia Cartolo liegt im Osten des Sucos Horai-Quic. Östlich befindet sich noch die Aldeia Lau-Heli, westlich die Aldeia Hatussao. Im Norden grenzt Cartolo an den Suco Maubisse und im Süden an den zum Verwaltungsamt Hatu-Builico gehörenden Suco Mulo. Die Nordgrenze bildet der Colihuno, ein Nebenfluss des Carauluns. Im Nordosten reicht Cartolo an zwei Stellen bis an die Überlandstraße von Maubisse nach Ainaro heran. Durch den Süden führt die kleinere Straße, die die Sucos Aituto und Mulo miteinander verbindet. Zum Ort Cartolo, dessen Gebäude im Norden der Aldeia verstreut liegen, führen keine größeren Straßen. Nur der äußerste Norden von Cartolo liegt unterhalb einer Meereshöhe von 1500 m. Im Südwesten reicht die Aldeia sogar über 2000 m.